# San Pedro Tepeyac
San Pedro Tepeyac är en ort i Mexiko.   Den ligger i kommunen Coyomeapan och delstaten Puebla, i den sydöstra delen av landet, 260 km sydost om huvudstaden Mexico City. San Pedro Tepeyac ligger 2 541 meter över havet och antalet invånare är 109.
Terrängen runt San Pedro Tepeyac är kuperad åt sydväst, men åt nordost är den bergig. San Pedro Tepeyac ligger uppe på en höjd. Runt San Pedro Tepeyac är det ganska tätbefolkat, med 72 invånare per kvadratkilometer. Närmaste större samhälle är Huautla de Jiménez, 19,4 km sydost om San Pedro Tepeyac. I omgivningarna runt San Pedro Tepeyac växer i huvudsak blandskog.